# Campionato europeo individuale di scacchi 2024
Il Campionato europeo individuale di scacchi 2024 (nome ufficiale European Individual Chess Championship 2024) è stato un torneo di scacchi, che assegnava il titolo di "campione europeo", organizzato dalla Federazione scacchistica della Serbia con il patrocinio dell'ECU. Si è disputato a Castellastua in Montenegro dal 7 al 19 novembre 2024, nella struttura dell'Hotel Palas. Il torneo era valido per la qualificazione alla Coppa del Mondo di scacchi 2025, destinata ai primi 20 classificati. È stato vinto dal serbo Aleksandar Inđić con 9 punti su 11.

## Formula
L'iscrizione al campionato era aperta a tutti i giocatori iscritti a una delle federazioni appartenenti alle zone che vanno dalla 1.1 alla 1.10 (Europa). La formula era quella del sistema svizzero con 11 turni. La cadenza di gioco è 90 minuti per le prime 40 mosse, 30 minuti aggiuntivi da mossa 41 e 30 secondi di incremento per mossa, partendo da mossa 1.

### Montepremi
Il montepremi complessivo è di 100 000 euro, dei quali 20 000 andranno al vincitore del torneo, 15 000 al secondo e 10 000 al terzo e così via fino ai 1 000 del 20º classificato.
Altri premi saranno destinati alle seguenti categorie:
- 1 000 al migliore degli under 18.
- 1 000 al migliore over 50.
- 1 200 al migliore giocatore di genere femminile.[1]

## Partecipanti
Di seguito i primi venti partecipanti per punteggio Elo.
| Pos. | Nome               | Elo  |
| ---- | ------------------ | ---- |
| 1    | Vladimir Fedoseev  | 2712 |
| 2    | Bogdan-Daniel Deac | 2687 |
| 3    | Jorden Van Foreest | 2687 |
| 4    | Haik Martirosyan   | 2676 |
| 5    | David Navara       | 2674 |
| 6    | Ivan Šarić         | 2668 |
| 7    | Nikita Vitiugov    | 2668 |
| 8    | Shant Sargsyan     | 2655 |
| 9    | Jonas Buhl Bjerre  | 2654 |
| 10   | Matthias Bluebaum  | 2654 |
| 11   | Frederik Svane     | 2654 |
| 12   | Étienne Bacrot     | 2653 |
| 13   | Ruslan Ponomarëv   | 2653 |
| 14   | Max Warmerdam      | 2653 |
| 15   | Aleksandr Predke   | 2652 |
| 16   | Rauf Məmmədov      | 2651 |
| 17   | Alan Pichot        | 2649 |
| 18   | Sanan Sjugirov     | 2649 |
| 19   | Nils Grandelius    | 2645 |
| 20   | Dmitrij Kollars    | 2641 |